# Cedegolo
Cedegolo – miejscowość i gmina we Włoszech, w regionie Lombardia, w prowincji Brescia.
Według danych na rok 2004 gminę zamieszkiwały 1263 osoby, 114,8 os./km².